# Casuarina Point Lighthouse
Das Casuarina Point Lighthouse befindet sich auf dem Marlston Hill in der Stadt Bunbury in Western Australia, Australien.
Der erste Leuchtturm wurde 1870 aus Holz gebaut und war lediglich drei Meter hoch. Ersetzt wurde er 1901 durch einen provisorischen Turm, der in Skelettbauweise hergestellt wurde, der wiederum 1903 einem 9 m hohen eisernen Turm weichen musste. 1959 wurde der Leuchtturm um 6 m erhöht und darauf die Laterne gesetzt. 1970/71 wurde der Turm um weitere 10 m auf eine Gesamthöhe von 25 m erhöht. Dabei wurden die Laterne und die neue Sektion von 1959 wiederverwendet.
Als 2004 eine Sendeanlage für Mobilfunk auf den Turm gesetzt werden sollte, verhinderte dies der Protest der Bevölkerung und die Stadtverwaltung von Bunbury.
Die Befeuerung des Leuchtturms besteht aus drei weißen Lichtblitzen, welche alle 2,4 Sekunden innerhalb eines Intervalls von 15 Sekunden aufleuchten.
Der Turm ist mit schachbrettartig angeordneten Mustern angestrichen, der Sockel ist schwarz. Das Gelände des Leuchtturms kann betreten werden, der Turm allerdings nicht.